# Killian Overmeire
Killian Overmeire (sinh 6 tháng 12 năm 1985) là một cầu thủ bóng đá Bỉ thi đấu ở vị trí tiền vệ phòng ngự cho SC Lokeren ở Bỉ. Là một nhân tố trẻ của Lokeren, Overmeire hoạt động tại câu lạc bộ từ năm 2003 và hiện tại là đội trưởng. Anh thi đấu hơn 300 trận ở giải vô địch và có thể có trận đấu thứ 400 trong mùa giải 2017-18.